# Коблівська сільська територіальна громада
Коблівська сільська територіальна громада —  територіальна громада в Україні, в Миколаївському  районі Миколаївської області. Адміністративний центр — село Коблеве.
Площа громади — 264,37 км², населення — 6490 мешканців (2018).
Утворена 13 вересня 2016 року шляхом об'єднання Коблівської, Новофедорівської, Рибаківської та Української сільських рад Березанського району.
Розпорядженням  КМУ від 12 червня 2020 року до громади приєднали:  Анатолівську сільську раду  та Тузлівську сільську  раду Березанського району. 
Постановою Верховної Ради України від 17 липня 2020 року громада увійшла до складу новоутворенного Миколаївського району. 

## Населені пункти
До складу громади входять 12 сіл:  Анатолівка, Бессарабка, Виноградне, Глибоке, Коблеве, Лугове, Морське, Новофедорівка, Рибаківка, Тузли, Українка, Федорівка.  
Староста  Анатолівського старостинського округу: Теглевець Роман Миколайович;
Староста Тузлівського старостинського округу: Римбалович Сергій Олександрович;
Староста Українського старостинського округу: Вишняківська Ірина Олегівна;
Староста Новофедорівського старостинського округу: Степаненко Наталія Василівна;
Староста Рибаківського старостинського округу: Артеменко Юлія Сергіївна